# Julius von Falkenhayn

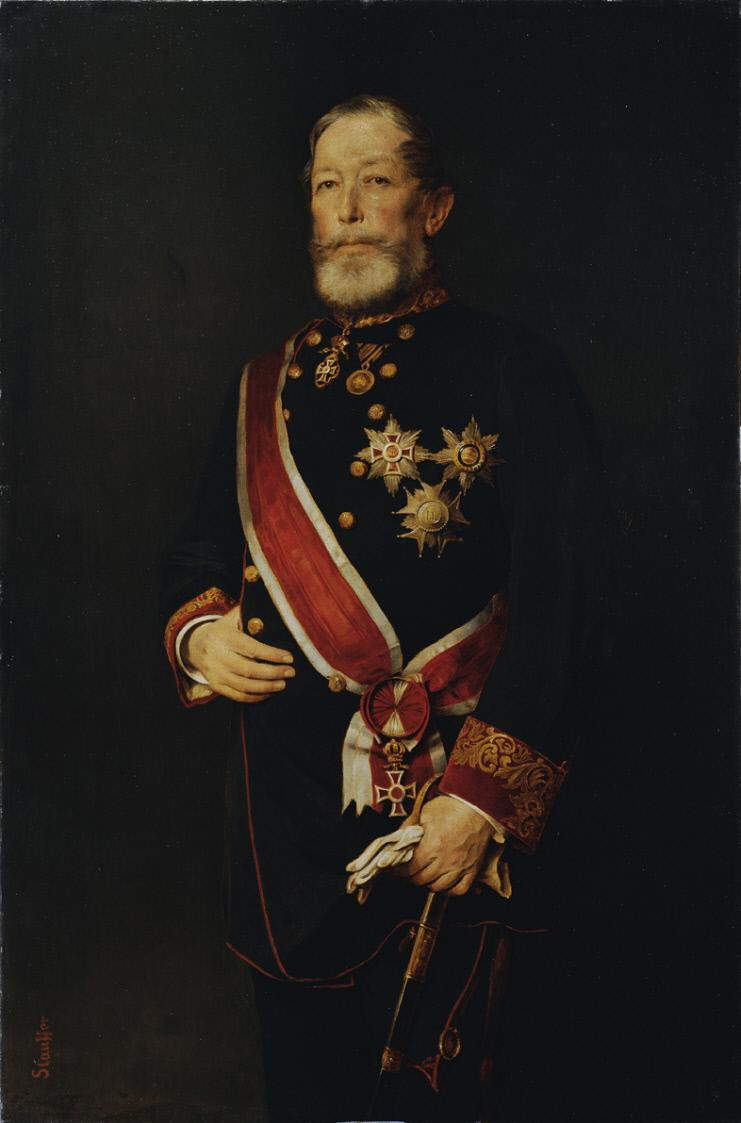
Julius von Falkenhayn

Julius Graf von Falkenhayn (* 20. Februar 1829 in Wien; † 12. Jänner 1899 ebenda) war ein österreichischer Politiker und Ackerbauminister.

## Leben
Julius entstammte dem alten naumburgischen Adelsgeschlecht Falkenhayn und war der Sohn des Generals der Kavallerie Eugen Graf von Falkenhayn (1792–1853) und der Karoline Gräfin Colloredo-Wallsee (1802–1835). Sein älterer Bruder war der ultramontan gesinnte Franz Graf von Falkenhayn (1827–1898), erbliches Mitglied des österreichischen Herrenhauses.
Falkenhayn trat zuerst in die k.u.k. Armee ein, aus welcher er als Rittmeister ausschied, und übernahm dann seine Herrschaft Sankt Wolfgang im Salzkammergut in Oberösterreich.
Hier wurde er wiederholt als Abgeordneter in den oberösterreichischen Landtag gewählt und schließlich für kurze Zeit zum Landeshauptmann von Österreich ob der Enns ernannt. Er gehörte der föderalistisch-ultramontanen Partei an und beschäftigte sich mit Finanzfragen.
Nachdem er im Juli 1879 bei den Neuwahlen zum Abgeordnetenhaus in Wels an Stelle des liberalen Franz Gross zum Abgeordneten gewählt worden war, ernannte ihn der Kaiser am 12. August zum Ackerbauminister im Ministerium Eduard Taaffe, in dem er den äußersten rechten Flügel des Reichsrats vertrat.
Außerdem trug er die Ehrentitel eines k.u.k. Kämmerers und Geheimen Rats.
Falkenhayn heiratete 1857 in Preßburg die im Vorjahr 1856 verwitwete Viktoria Eugenia Gräfin Keglevich de Buzin, geborene Gräfin Folliot de Crenneville (* 1816), die Tochter des k.u.k. Generals der Kavallerie Ludwig Graf Folliot de Crenneville und der Viktoria Judith Freiin von Poutet.
Seit 1891 war er Ehrenmitglied der katholischen Studentenverbindung KÖStV Austria Wien.

## Werke
1874 erschien von ihm ein Buch über die Finanzen Österreichs, in welchem er sich bemühte, die Ersparnisse nachzuweisen, welche bei einer föderalistischen Organisation der Monarchie erzielt werden könnten; ein zweites Werk behandelte die Finanzen Österreichs während der ersten Ausgleichsperiode. Beide Schriften waren indes ziemlich oberflächlich.